# Leucodermia
Leucodermia is een geslacht van korstmossen behorend tot de familie Physciaceae. De typesoort is Leucodermia leucomelos.

## Soorten
Volgens Index Fungorum telt het geslacht 11 soorten (peildatum januari 2024):
| Soortnaam                    | Auteur(s)                               | Publicatiejaar |
| ---------------------------- | --------------------------------------- | -------------- |
| Leucodermia appalachensis    | (Kurok.) Kalb                           | 2015           |
| Leucodermia arsenei          | (Kurok.) Kalb                           | 2015           |
| Leucodermia borphyllidiata   | Kalb & Meesim                           | 2015           |
| Leucodermia boryi            | (Fée) Kalb                              | 2015           |
| Leucodermia ciliatomarginata | (Linder) Kalb                           | 2015           |
| Leucodermia circinalis       | (Zahlbr.) Kalb                          | 2015           |
| Leucodermia fertilis         | (Moberg) Kalb                           | 2015           |
| Leucodermia guzmaniana       | Guzmán-Guillermo, Díaz-Escandón & Medel | 2019           |
| Leucodermia leucomelos       | (L.) Kalb                               | 2015           |
| Leucodermia lutescens        | (Kurok.) Kalb                           | 2015           |
| Leucodermia vulgaris         | (Vain.) Kalb                            | 2015           |